# Amritgang
Amritgang (en népalais : अमृतगंज) est un comité de développement villageois du Népal situé dans le district de Bara. Au recensement de 2011, il comptait 9 133 habitants.